# Società Ginnastica Sampierdarenese 1924-1925
Questa voce raccoglie le informazioni riguardanti la Società Ginnastica Sampierdarenese nelle competizioni ufficiali della stagione 1924-1925.

## Stagione
Per affrontare la stagione 1924-1925 la Sampierdarenese si è rinforzata con l'arrivo dalle riserve di diversi giovani molto validi quali il centrocampista Elios Del Ponte e il portiere Tullio Bonadeo. Tre giocatori sono arrivata dalla Rivarolese, uno dall'Inter e uno dall'Andrea Doria.
La squadra ligure disputa il girone B del campionato di Lega Nord di Prima Divisione, il massimo torneo calcistico, termina la stagione con 7 vittorie, 6 pareggi e 11 sconfitte in 24 incontri, con 24 reti fatte e 32 subite e con 20 punti in decima posizione. Il torneo è stato vinto dal Bologna con 34 punti, nel seguito della stagione vincerà anche il suo primo scudetto. Mentre sono retrocesse in Seconda Divisione il Derthona ultimo con 13 punti e la Spal che si è piazzata al penultimo posto a 19 punti con il Mantova, ma ha perso lo spareggio salvezza (3-1) contro i virgiliani.

## Divise
| Prima divisa |

## Organigramma societario
Area direttiva
- Presidente: Enrico De Amicis

Area tecnica
- Allenatore: Karl Rumbold

## Rosa
| N. |                   | Ruolo | Calciatore           |
| -- | ----------------- | ----- | -------------------- |
|    | Italia (bandiera) | P     | Enrico Carzino       |
|    | Italia (bandiera) | P     | Tullio Bonadeo       |
|    | Italia (bandiera) | D     | Giacomo Bergamino    |
|    | Italia (bandiera) | D     | Renato Boldrini      |
|    | Italia (bandiera) | D     | Faraone Cattaneo     |
|    | Italia (bandiera) | D     | Gaetano Grippi       |
|    | Italia (bandiera) | D     | Giuseppe Marchisotti |
|    | Italia (bandiera) | D     | Rodolfo Melani       |
|    | Italia (bandiera) | D     | Italo Righetti       |
|    | Italia (bandiera) | C     | Ercole Carzino (c)   |
|    | Italia (bandiera) |       | Natale Cinquegrani   |
|    | Italia (bandiera) | C     | Elios Del Ponte      |

| N. |                   | Ruolo | Calciatore        |
| -- | ----------------- | ----- | ----------------- |
|    | Italia (bandiera) | C     | Ezio Mognaschi    |
|    | Italia (bandiera) | C     | Giacomo Mura      |
|    | Italia (bandiera) | C     | Pietro Repetto    |
|    | Italia (bandiera) | C     | Mario Toselli     |
|    | Italia (bandiera) | A     | Agostino Bodrato  |
|    | Italia (bandiera) | A     | Luigi Derchi      |
|    | Italia (bandiera) | A     | Giorgio Giorgini  |
|    | Italia (bandiera) | A     | Mazzino Merlini   |
|    | Italia (bandiera) | A     | Giuseppe Raggio   |
|    | Italia (bandiera) | A     | Pietro Scevola    |
|    | Italia (bandiera) |       | Attilio Mattiozzi |
|    | Italia (bandiera) |       | Mario Vellani     |

## Calciomercato
| Acquisti | Acquisti           | Acquisti               | Acquisti   |
| R.       | Nome               | da                     | Modalità   |
| -------- | ------------------ | ---------------------- | ---------- |
| P        | Tullio Bonadeo     | Sampierdarenese (ris.) | definitivo |
| D        | Mario Toselli      | Rivarolese             | definitivo |
| D        | Mario Vellani      | Sampierdarenese (ris.) | definitivo |
| D        | Gaetano Grippi     | Inter                  | definitivo |
| A        | Mazzino Merlini    | Andrea Doria           | definitivo |
| C        | Elios Del Ponte    | Sampierdarenese (ris.) | definitivo |
| C        | Faraone Cattaneo   | ?                      |            |
| A        | Ezio Mognaschi     | Rivarolese             | definitivo |
| A        | Giorgio Giorgini   | Rivarolese             | definitivo |
| A        | Pietro Repetto     | Sampierdarenese (ris.) | definitivo |
| A        | Natale Cinquegrani | Sampierdarenese (ris.) | definitivo |

| Acquisti | Acquisti           | Acquisti                | Acquisti   |
| R.       | Nome               | da                      | Modalità   |
| -------- | ------------------ | ----------------------- | ---------- |
| P        | Corrado Boldrini   | fine carriera           | definitivo |
| C        | Italo Masoni       | Rivarolese              | definitivo |
| A        | Agostino Bodrato   | ?                       |            |
| A        | Luigi Cambiaso     | ?                       |            |
| A        | Gracco De Nardo    | fine carriera           | definitivo |
| A        | Rodolfo Melani     | Sampierdarenese (ris.)? | definitivo |
| A        | Enrico Sciaccaluga | ?                       |            |

## Risultati

### Prima Divisione

#### Girone B

##### Girone di andata
| Arbitro: | Gasparini (Dolo) |

|                                             |           |  |
| Pozzi 23’ Della Valle 35’, 44’ Martelli 39’ | Marcatori |  |

| Arbitro: | Gera (Torino) |

|                           |           |                    |
| Mura 44’ Merlini 51’, 60’ | Marcatori | 65’, 89’ Ostromann |

| Arbitro: | Zannini (Vicenza) |

|                 |           |             |
| A. Prosperi 21’ | Marcatori | 18’ Toselli |

| Arbitro: | U. Gama (Milano) |

|                    |           |  |
| Toselli 88’ (rig.) | Marcatori |  |

| Arbitro: | Sessa (Milano) |

|             |           |  |
| Gandini 89’ | Marcatori |  |

| Arbitro: | Fontana (Bologna) |

|                   |           |              |
| Magnozzi 55’, 70’ | Marcatori | 15’ Boldrini |

| Arbitro: | Petariny (Trieste) |

|                         |           |  |
| Fagiuoli 41’ Girani 78’ | Marcatori |  |

| Arbitro: | Muttoni (Treviglio) |

|             |           |  |
| Toselli 19’ | Marcatori |  |

| Arbitro: | Crivelli (Torino) |

|                           |           |            |
| Romani 60’ Manfredini 77’ | Marcatori | 23’ Raggio |

| Arbitro: | Livraghi (Milano) |

|                                   |           |             |
| Rosetta 3’, 18’ Munerati 29’, 88’ | Marcatori | 78’ Merlini |

| Arbitro: | Muttoni (Treviglio) |

|                          |           |  |
| Borello 12’ S. Rosso 75’ | Marcatori |  |

| Arbitro: | Mauro (Milano) |

|              |           |  |
| Mura 3’, 20’ | Marcatori |  |

##### Girone di ritorno
| Sampierdarena 1 febbraio 1925 14ª giornata | Sampierdarenese   | 0 – 0 | Bologna | Stadio di Villa Scassi\| Arbitro: \| Enrietti (Torino) \| |
| Arbitro:                                   | Enrietti (Torino) |       |         |                                                           |

| Arbitro: | Franciosini (Modena) |

|                             |           |  |
| C. Cevenini 16’ (rig.), 77’ | Marcatori |  |

| Arbitro: | Merani (La Spezia) |

|                                          |           |                 |
| Bodrato 26’ Toselli 33’ Scevola 79’, 89’ | Marcatori | 37’ C. Barbieri |

| Arbitro: | Mancini (Milano) |

|              |           |  |
| Gaviglio 34’ | Marcatori |  |

| Arbitro: | Majani (Torino) |

|                    |           |  |
| Toselli 78’ (rig.) | Marcatori |  |

| Arbitro: | Montessoro (Torino) |

|             |           |                  |
| Toselli 25’ | Marcatori | 80’ G. Innocenti |

| Arbitro: | Gera (Torino) |

|                            |           |                        |
| E. Carzino 21’ Repetto 58’ | Marcatori | 47’, 55’, 88’ Vecchina |

| Arbitro: | Grossi (Milano) |

|  |           |                        |
|  | Marcatori | 20’ Scevola 80’ Raggio |

| Sampierdarena 12 aprile 1925 22ª giornata | Sampierdarenese | 0 – 0 | SPAL | Stadio di Villa Scassi\| Arbitro: \| Ferro (Milano) \| |
| Arbitro:                                  | Ferro (Milano)  |       |      |                                                        |

| Sampierdarena 19 aprile 1925 23ª giornata | Sampierdarenese     | 0 – 0 | Juventus | Stadio di Villa Scassi\| Arbitro: \| Bistoletti (Milano) \| |
| Arbitro:                                  | Bistoletti (Milano) |       |          |                                                             |

| Arbitro: | Guarnieri (Milano) |

|                               |           |                          |
| Toselli 6’ (rig.) Repetto 74’ | Marcatori | 10’ S. Rosso 12’ Zanello |

| Arbitro: | Gera (Torino) |

|                          |           |            |
| Poggi 59’ Cornazzani 79’ | Marcatori | 2’ Repetto |

## Statistiche

### Statistiche di squadra
| Competizione    | Punti | In casa | In casa | In casa | In casa | In casa | In casa | In trasferta | In trasferta | In trasferta | In trasferta | In trasferta | In trasferta | Totale | Totale | Totale | Totale | Totale | Totale | DR |
| Competizione    | Punti | G       | V       | N       | P       | Gf      | Gs      | G            | V            | N            | P            | Gf           | Gs           | G      | V      | N      | P      | Gf     | Gs     | DR |
| --------------- | ----- | ------- | ------- | ------- | ------- | ------- | ------- | ------------ | ------------ | ------------ | ------------ | ------------ | ------------ | ------ | ------ | ------ | ------ | ------ | ------ | -- |
| Prima Divisione | 20    | 12      | 6       | 5       | 1       | 17      | 9       | 12           | 1            | 1            | 10           | 7            | 23           | 24     | 7      | 6      | 11     | 24     | 32     | -8 |

### Statistiche dei giocatori
Fonte:
| Giocatore      | Prima Divisione | Prima Divisione |
| Giocatore      | Presenze        | Reti            |
| -------------- | --------------- | --------------- |
| G. Bergamino   | 22              | 0               |
| L. Bodrato I   | 8               | 1               |
| R. Boldrini II | 24              | 1               |
| T. Bonadeo     | 5               | -4              |
| En. Carzino I  | 19              | -28             |
| Er. Carzino II | 21              | 1               |
| F. Cattaneo    | 2               | 0               |
| N. Cinquegrani | 2               | 0               |
| E. Del Ponte   | 8               | 0               |
| L. Derchi      | 1               | 0               |
| G. Giorgini    | 6               | 0               |
| G. Grippi      | 24              | 0               |
| G. Marchisotti | 1               | 0               |
| A. Mattiozzi   | 1               | 0               |
| M. Merlini     | 10              | 3               |
| E. Mognaschi   | 7               | 0               |
| G. Mura        | 19              | 3               |
| G. Raggio      | 21              | 2               |
| P. Repetto     | 5               | 3               |
| I. Righetti    | 15              | 0               |
| P. Scevola     | 11              | 0               |
| M. Toselli     | 24              | 7               |
| M. Vellani     | 2               | 0               |